# My Private Nation
My Private Nation es el tercer álbum de estudio de la banda de rock alternativo, Train, que fue lanzado en el 2003.

## Sencillos
Tres sencillos fueron lanzados para este álbum. El primero fue Calling All Angels que llegó a los 20 hit del Billboard Hot 100, ubicándose en el puesto #19, y fue un enorme éxito en el Adult Contemporary y en el Hot Adult Top 40 Tracks. El segundo sencillo, When I Look to the Sky, también se convirtió en un hit en el Top 100, también en el Adult Top 40 y del Adult Contemporary. El tercer sencillo Get to Me, se convirtió en un hit del Adult Top 40 chart, y el álbum fue certificado de Platino por la RIAA.
I'm About to Come Alive fue versionada en el 2008 por el cantante de música country David Nail, que lo publicó como un sencillo de su álbum debut del mismo nombre.

## Lista de canciones
Todas las canciones fueron escritas por Train, excepto las indicadas:
1. "Calling All Angels" (Charlie Colin, Patrick Monahan, Jimmy Stafford, Scott Underwood) – 4:02
2. "All American Girl" (Monahan, Brendan O'Brien) – 3:17
3. "When I Look to the Sky" (Colin, Monahan, Stafford, Underwood) – 4:04
4. "Save the Day" (Monahan, O'Brien) – 4:05
5. "My Private Nation" (Monahan, O'Brien) – 3:22
6. "Get to Me" – 4:05
7. "Counting Airplanes" – 4:21
8. "Following Rita" – 3:44
9. "Your Every Color" – 4:26
10. "Lincoln Avenue" – 3:36
11. "I'm About to Come Alive" (Colin, Rob Hotchkiss, Monahan, Stafford, Underwood, Clint Bennett) – 4:05

El álbum también contiene un hidden track de When I Look to the Sky, que aparece después del final de I'm About to Come Alive.

## Personal
- Charlie Colin – bajo, guitarras, coros
- Patrick Monahan – voz, Percusión
- Jimmy Stafford – guitarras, coros, mandolina
- Scott Underwood – batería, teclados, piano, programador, Percusión
- Rob Hotchkiss – guitarras, piano, bajo, coros en 6, 7, 8, 9, 10, 11

### Personal adicional
- Brendan O'Brien – teclados, piano, órgano, guitarras, marxophone, percusión, coros
- Soozie Tyrell – violón en 10
- Jane Scarpantoni – Violonchelo en 10

## Posicionamiento
Álbum
| Año  | Listas        | Posición |
| ---- | ------------- | -------- |
| 2003 | Billboard 200 | 6        |

Sencillos
| Año  | Sencillo                 | Listas                                  | Posición |
| ---- | ------------------------ | --------------------------------------- | -------- |
| 2003 | "Calling All Angels"     | Billboard Hot Adult Top 40 Tracks       | 1        |
| 2003 | "Calling All Angels"     | Billboard Hot Adult Contemporary Tracks | 1        |
| 2003 | "Calling All Angels"     | Billboard Hot 100                       | 19       |
| 2003 | "When I Look to the Sky" | Billboard Hot Adult Top 40 Tracks       | 9        |
| 2004 | "When I Look to the Sky" | Billboard Hot Adult Contemporary Tracks | 24       |
| 2004 | "When I Look to the Sky" | Billboard Hot 100                       | 74       |
| 2005 | "Get to Me"              | Billboard Hot Adult Top 40 Tracks       | 6        |

## Certificaciones
| Organización   | Nivel   | Fecha               |
| -------------- | ------- | ------------------- |
| RIAA – EE. UU. | Oro     | 29 de julio de 2003 |
| RIAA – EE. UU. | Platino | 6 de marzo de 2004  |